# Bank Central Asia
Bank Central Asia (BCA или PT Bank Central Asia Tbk) — крупнейший частный банк Индонезии и третий банк страны по размеру активов (после государственных Bank Mandiri и Bank Rakyat Indonesia). Основан 10 августа 1955 года, штаб-квартира расположена в Джакарте (BCA Tower). С мая 2000 года котируется на фондовой бирже (код — BBCA). В 2014 году Bank Central Asia имел 16,7 тыс. банкоматов и 1,1 тыс. отделений, он обслуживал 13 370 счетов и 2 580 кредитных карт. По состоянию на весну 2015 года активы Bank Central Asia составляли 44,6 млрд долл., рыночная стоимость — 28,9 млрд долл., оборот — 4,4 млрд долл., прибыль — 1,4 млрд долл., число сотрудников — 23,1 тыс. человек.
Наиболее сильно Bank Central Asia представлен на Яве, Суматре и Калимантане, также он имеет зарубежные филиалы (Сингапур и Гонконг). Финансовые услуги банка включают депозитные и сберегательные счета, кредитование (в том числе потребительские кредиты и кредиты для пополнения оборотных средств), денежные переводы, валютные операции, электронный банкинг, кредитные карты, управление наличными операциями, банковское страхование, банковские гарантии, обслуживание экспортно-импортных операций, инвестиционные продукты и услуги сейфа.

## История
Bank Central Asia основан в 1955 году китайским предпринимателем Судоно Салимом (уроженец провинции Фуцзянь). В правление президента Сухарто, сыновья которого были совладельцами банка, он являлся ядром крупнейшего индонезийского финансово-промышленного конгломерата Salim Group (к 1992 году активы группы Салима составляли 5 % ВВП Индонезии).
Азиатский финансовый кризис сильно ударил по Bank Central Asia, приведя к оттоку депозитов, и в 1998 году банк даже временно перешёл под управление правительства (к 1999 году государству принадлежало более 90 % акций BCA). Вскоре Bank Central Asia реструктуризировал «плохие» займы, восстановил свою финансовую стабильность и в 2001 году вышел из режима санации. В 2002 году контрольный пакет акций банка был продан Farindo Investment (Маврикий). В 2008 году в Джакарте была построена новая штаб-квартира банка — 230-метровый 56-этажный небоскрёб BCA Tower (или Menara BCA). В 2013 году банк приобрёл компанию по кредитованию покупок мотоциклов и начал продвигать мобильные банковские услуги.

## Акционеры
Контрольный пакет Bank Central Asia (BCA) через Farindo Investment принадлежит табачным магнатам, братьям-хуацяо Роберту и Майклу Хартоно. Энтони Салим, сын Судоно Салима и глава конгломерата Salim Group, продолжает владеть небольшим пакетом акций Bank Central Asia. Кроме того, небольшие пакеты акций банка принадлежат американским компаниям Vanguard Group, BlackRock, Fidelity Investments, JPMorgan Chase и T. Rowe Price, а также швейцарской Vontobel Asset Management.